# Banque Baup-Buvelot
La Banque Baup-Buvelot est une ancienne banque suisse fondée en 1845 à Nyon par François Baup.

## Chronologie
La Banque Baup-Buvelot est fondée en 1845 à Nyon par François Baup (1788-1864), sous la forme d'une société en commandite simple,,. En 1878, elle prend le nom de Banque Baup et Cie,. Elle devient une société en commandite par actions en 1897. Elle connaît un nouveau changement de nom en 1907 et devient la Banque de Nyon S. A. prenant par la même occasion la forme juridique d'une société anonyme. Dix ans plus tard, en 1917, elle est absorbée par la Société de banque suisse. Au moment de son absorption, la Banque de Nyon compte, outre l'agence de Nyon, des succursales à Rolle, Morges et Vallorbe.